# 皮埃爾·德·費馬
皮埃爾·德·費馬（法語：Pierre de Fermat，1601年—1665年1月12日），亦译費爾馬，法國律師、業餘數學家（也被称为数学大师、业余数学家之王）。他在數學上的成就不低于職業數學家，似乎對數論最有興趣，亦對現代微積分的建立有所貢獻。

## 生平与工作
費馬生於塔恩-加龙省的博蒙德洛马涅，父親是位富有的皮革商人，出生的房子現在是費馬博物館。1620年代中期，他進入圖盧茲大學之後，搬到波爾多生活，在那裏開始了第一個正式的數學研究，並结识數學家让·博格朗。他們之間有不少數學交流，這在費馬搬到圖盧茲後仍未改變。此後他又陸續認識了皮埃爾·德·卡卡維、馬蘭·梅森和勒内·笛卡尔等數學家，並有不少書信交流，費馬的不少數學成果都在這些書信中誕生。

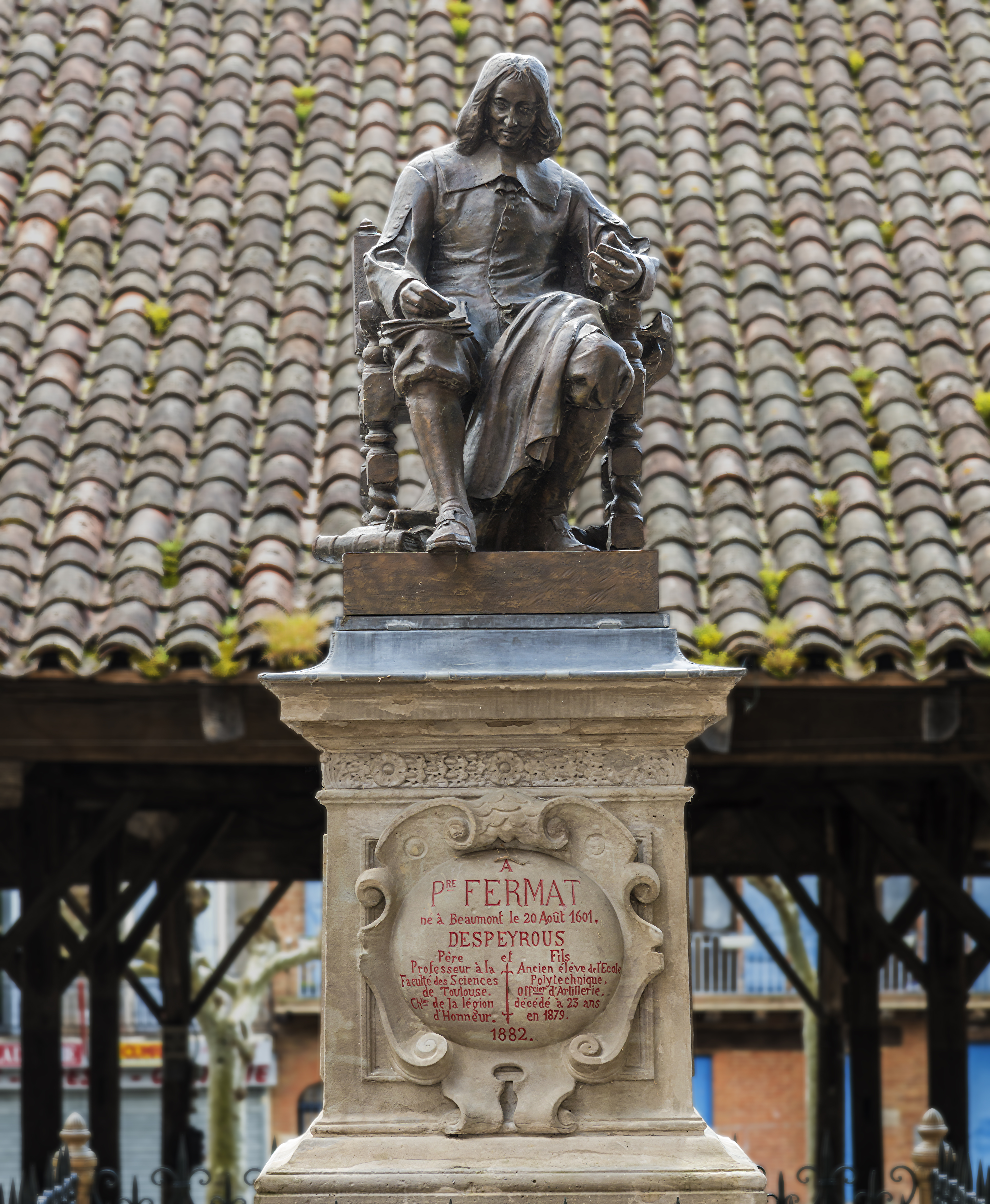
博蒙德洛马涅的费马纪念碑。

他的名言是：「我發現了一個美妙的證明，但由於空白太小而沒有寫下來。」
1665年逝於卡斯特尔。費馬不常正式發表他的研究，死後其子才將之整理成書，名为《Varia Opera》。

## 成就

### 微積分
- 费马引理

### 解析幾何
費馬將阿波羅尼奧斯的幾何分析中用代數方法來重新建立，開出解析幾何之路。
費馬建立的系統和現代的有不少分別，例如費馬只使用一軸，只接受正數的答案。後世多以笛卡尔為解析幾何的創立者，主因是費馬沒有發表其作品。

### 概率论
1654年，費馬和帕斯卡的書信中的討論，可算是概率論的開端。
1656年他和概率論的正式創立者克里斯蒂安·惠更斯的交流，使惠更斯增加對概率的興趣。

### 數論
- 费马大定理（費馬最後定理）
- 费马小定理
- 费马平方和定理
- 費馬數
- 費馬螺线